# Ivana Lotito
Ivana Lotito (Manfredonia, 19 luglio 1983) è un'attrice italiana.

## Biografia
Nata a Manfredonia, trascorre la sua infanzia a Corato, dove sin da piccola frequenta corsi di recitazione e scuole di teatro. Dopo il liceo si trasferisce a Roma dove frequenta il Centro sperimentale di cinematografia. Nel 2006 recita ne I lacci dei ricordi di Emanuele Barbani e nel 2007 è protagonista del film Hotel Meina, regia di Carlo Lizzani. Nel 2008 interpreta il ruolo di Chiara Latella, figlia di Angela (Lunetta Savino), la protagonista della miniserie televisiva Il coraggio di Angela, in onda su Rai 1.
Nel 2009 interpreta il ruolo di Angela, fidanzata di Checco Zalone nel film Cado dalle nubi. La notorietà al grande pubblico arriva nel 2010 con la partecipazione alla serie televisiva Terra ribelle. Nel 2012 interpreta il ruolo di Lidia, nella miniserie TV di Canale 5 Ultimo - L'occhio del falco, a fianco di Raul Bova. Nel 2016 è entrata stabilmente a far parte del cast di Gomorra - La serie (dalla seconda stagione) interpretando il ruolo di Azzurra, figlia del boss Giuseppe Avitabile, sposata con Genny Savastano. Nel 2019 è sul grande schermo nel film Il grande spirito, con la regia di Sergio Rubini.

## Teatro
- Come un cane sulla tuscolana di Pier Paolo Pasolini, regia di Claudio Boccaccini (2005)
- La cerimonia di Giuseppe Manfridi, regia di Claudio Boccaccini (2005)
- Storie metropolitane di Guido Rossi, regia di Claudio Boccaccini
- Barricate di Guido Rossi, regia di Claudio Boccaccini
- Anja di Giuseppe Manfridi, regia di Claudio Boccaccini (2006)
- Al di là di ogni muro, testo e regia di Giuseppe Manfridi (2006)
- Otello di William Shakespeare, regia di Giancarlo Sepe (2007)
- Le belle notti di Giovanni Clementi, regia Claudio Boccaccini (2009)
- Padrone del mondo, testo e regia di Mattia Sbragia (2012)
- Riccardo e Lucia, testo e regia di Claudia Lerro (2013)
- Il mercante di Venezia di William Shakespeare, regia di Giancarlo Marinelli (2014)

## Filmografia

### Cinema
- Hotel Meina, regia di Carlo Lizzani (2007)
- Cado dalle nubi, regia di Gennaro Nunziante (2009)
- Letters to Juliet, regia di Gary Winick (2010)
- Bella di papà, regia di Enzo Piglionica (2013)
- Io che amo solo te, regia di Marco Ponti (2015)
- Loro chi?, regia di Francesco Miccichè e Fabio Bonifacci (2015)
- La cena di Natale, regia di Marco Ponti (2016)
- Il più grande sogno, regia di Michele Vannucci (2016)
- Il grande spirito, regia di Sergio Rubini (2019)
- Rosa Pietra Stella, regia di Marcello Sannino (2020)

### Televisione
- I lacci dei ricordi, regia Emanuele Barbani (2006)
- Il coraggio di Angela, regia di Luciano Manuzzi  – miniserie televisiva (2008)
- Paura di amare – serie TV (2010)
- Terra ribelle – serie TV, 7 episodi (2010)
- Il restauratore – serie TV, episodio Segreti e bugie (2012)
- Ultimo 4 - L'occhio del falco, regia di Michele Soavi – miniserie televisiva (2012)
- Stuck - The Chronicles Of David Rea – webserie (2012)
- Squadra antimafia 5 – serie TV, 7 episodi (2013)
- Squadra antimafia 6 – serie TV, episodio 6x01 (2014)
- Don Matteo 9, – serie TV, episodio Questione di priorità (2014)
- Gomorra - La serie – serie TV (2016-2021)
- Immaturi - La serie – serie TV (2018)
- Liberi sognatori - La scorta di Borsellino, regia di Stefano Mordini – film TV (2018)
- Tutto può succedere – serie TV (2018)
- Solo - Seconda stagione – serie TV, 3 episodi (2018)
- Passeggeri notturni – serie TV, episodio 7 (2020)
- Romulus – serie TV (2020)
- Una storia chiamata Gomorra - La serie, regia di Marco Pianigiani – docuserie (2021)
- Christian – serie TV (2022)
- Sei donne - Il mistero di Leila, regia di Vincenzo Marra – miniserie TV, 4 episodi (2023)
- Briganti - serie TV (2024)
- Gomorra - La serie: 10 anni dopo, regia di Max De Carolis - documentario (2024)
- Uonderbois – serie TV (2024)